# أديلينا باتي
أديلينا باتي (بالإسبانية: Adelina Patti)‏ (و. 1843 – 1919 م) هي مغنية، ومغنية أوبرا من إسبانيا، مملكة إيطاليا . ولدت في مدريد .
توفيت في بريكون .

## جوائز
حصلت على جوائز منها:
- Litteris et Artibus.

## روابط خارجية
- أديلينا باتي على موقع الموسوعة البريطانية (الإنجليزية)
- أديلينا باتي على موقع ميوزك برينز (الإنجليزية)
- أديلينا باتي على موقع إن إن دي بي (الإنجليزية)
- أديلينا باتي على موقع ديسكوغز (الإنجليزية)